# Edward Harper Parker
Edward Harper Parker (1849. július 3. – 1926) brit ügyvéd, sinológus.

## Élete, munkássága
Edward Harper Parker tanulmányait a liverpooli Royal Institution Schoolban folytatta, majd a Middle Temple-ben végzett ügyvédként. Azt tervezte, hogy teakereskedelemmel fog foglalkozni, ezért 1869–1871 között kínaiul tanult. Diáktolmácsként Mongóliában dolgozott, majd a vencsoui, a fuszani és a sanghaji brit konzulátus alkalmazásában állt Kínában. Utazásokat tett Óceániában, Kelet-Ázsiában és az Észak-Amerikai kontinensen is. 1896-ban visszavonult a konzuli tevékenységtől, 1901-ben pedig kinevezték a manchester Owens College kínai tanszékére. Számos könyve jelent meg az ópiumháborúkkal és egyéb kínai témával kapcsolatban.

## Főbb művei
- Comparative Chinese Family Law (1879)
- The Opium War (1887)
- Chinese Account of the Opium War (1888)
- China's Relations with Foreigners (1888)
- Up the Yangtsze (1892)
- Burma (1893)
- A Thousand Years of the Tartars (1895)
- The life, labours and doctrines of Confucius (1897)
- China (1901)
- John Chinaman (1901)
- China, Past and Present (1903)
- China and Religion (1905)
- Ancient China Simplified (1908)
- Studies in Chinese Religion (1910)
- China, her history, diplomacy, and commerce: from the earliest times to the present day (1917)